# Bronte
Bronte er en italiensk by (og kommune) i regionen Sicilien i Italien, med omkring 18.220(2023) indbyggere.  